# Grand Prix-wegrace van Zuid-Afrika 1984
De Grand Prix-wegrace van Zuid-Afrika 1984 was eerste Grand Prix van het wereldkampioenschap wegrace in het seizoen 1984. De races werden verreden op 24 maart 1984 op het Kyalami Racing Circuit nabij Johannesburg.

## Algemeen
Vanwege de hoge reiskosten reden in Zuid-Afrika slechts twee klassen, de 250 cc en de 500 cc. Bovendien was de reis onbetaalbaar voor veel privérijders, die al veel geld hadden moeten betalen voor hun Honda RS 500 R-productieracers, waardoor in de 500cc-klasse slechts 19 rijders hadden ingeschreven. In de 250cc-klasse waren echter vijftig inschrijvingen, waaronder een groot aantal Zuid-Afrikanen. Daarom moest er flink gewerkt worden in de trainingen, want er mochten slechts 40 coureurs starten. Na een lange periode van droogte in Zuid-Afrika kwam er eindelijk regen tijdens de laatste trainingen en de races.

## 500 cc-klasse
Omdat het circuit tijdens de 250cc-race droger was geworden stond de helft van het 500cc-veld op slicks en de andere helft op intermediates. Vlak voor de start begon het weer te regenen en men stelde de start met 25 minuten uit om de banden te laten wisselen. Zonder de geblesseerde Freddie Spencer nam Boet van Dulmen heel even de leiding, maar al snel werd hij gepasseerd door Didier de Radiguès en Eddie Lawson. De Radiguès nam veel risico's en schoof een paar keer vervaarlijk weg, maar Lawson gleed door aquaplaning ook twee keer bijna van de baan. De Radiguès schrok van zijn eigen schuivers en liet Lawson gaan. Raymond Roche kwam De Radiguès ook nog voorbij, net als de slecht gestarte Barry Sheene, die een geweldige inhaalrace had gereden. Lawson won met een ruime voorsprong, terwijl Sheene slechts 0,3 seconde achter Roche over de streep kwam. Hij maakte een dure fout door Roche voor een achterblijver aan te zien en niet de moeite te nemen hem te passeren. Roche op zijn beurt had de laatste ronden heel voorzichtig gereden en niet op de pitsignalen gelet, waardoor hij niet wist dat Sheene hem op de hielen zat.  
| De nieuwe Honda NSR 500 viercilinder leek het beste wapen voor de wereldtitel, maar juist de moderne techniek schakelde Freddie Spencer al in de trainingen uit. Nadat hij de snelste tijd had gereden, anderhalve seconde sneller dan de concurrentie, liet hij een nieuwe achterband monteren. Terwijl hij die uiterst rustig aan het inrijden was braken de carbonfiber spaken uit zijn achterwiel. Spencer viel en kneusde zijn linkervoet en zijn enkelbanden werden opgerekt, waardoor hij niet kon starten. Eddie Lawson moest in de eerste trainingen zijn nieuwe Yamaha OW 76 nog inrijden en kon pas een snelle tijd zetten toen de baan al nat was. Daardoor startte hij als elfde. Omdat Takazumi Katayama nog herstellende was van een val in het vorige seizoen, kreeg Raymond Roche een fabrieksblok van HRC, waarmee hij de tweede trainingstijd zette. \| 1. \| Freddie Spencer \| HRC-Honda \| 1:26.57 \| \| 2. \| Raymond Roche \| HRC-Honda[1] \| 1:28.29 \| \| 3. \| Franco Uncini \| HB-Gallina-Suzuki \| 1:28.33 \| \| 4. \| Sergio Pellandini \| HB-Gallina-Suzuki \| 1:28.37 \| \| 5. \| Virginio Ferrari \| Marlboro-Yamaha \| 1:28.43 \| \| 6. \| Ron Haslam \| HRC-Honda \| 1:28.43 \| \| 7. \| Barry Sheene \| Heron-Harris-Suzuki \| 1:28.84 \| \| 8. \| Didier de Radiguès \| Chevallier-ELF-Honda \| 1:29.12 \| \| 9. \| Reinhold Roth \| Fath-Honda \| 1:29.20 \| \| 10. \| Boet van Dulmen \| Bakker-Suzuki \| 1:29.55 \| |                    |                      |         |
| 1. | Freddie Spencer    | HRC-Honda            | 1:26.57 |
| 2. | Raymond Roche      | HRC-Honda            | 1:28.29 |
| 3. | Franco Uncini      | HB-Gallina-Suzuki    | 1:28.33 |
| 4. | Sergio Pellandini  | HB-Gallina-Suzuki    | 1:28.37 |
| 5. | Virginio Ferrari   | Marlboro-Yamaha      | 1:28.43 |
| 6. | Ron Haslam         | HRC-Honda            | 1:28.43 |
| 7. | Barry Sheene       | Heron-Harris-Suzuki  | 1:28.84 |
| 8. | Didier de Radiguès | Chevallier-ELF-Honda | 1:29.12 |
| 9. | Reinhold Roth      | Fath-Honda           | 1:29.20 |
| 10. | Boet van Dulmen    | Bakker-Suzuki        | 1:29.55 |

### Uitslag 500cc-klasse
| Pos | Coureur              | Merk                 | Ronden | Tijd      | Grid | Punten |
| --- | -------------------- | -------------------- | ------ | --------- | ---- | ------ |
| 1   | Eddie Lawson         | Marlboro-Yamaha      | 30     | 53:22.4   | 11   | 15     |
| 2   | Raymond Roche        | HRC-Honda            | 30     | +12.6     | 2    | 12     |
| 3   | Barry Sheene         | Heron-Harris-Suzuki  | 30     | +12.9     | 7    | 10     |
| 4   | Didier de Radiguès   | Chevallier-Honda     | 30     | +15.8     | 2    | 8      |
| 5   | Sergio Pellandini    | HB-Gallina-Suzuki    | 30     | +1:04.0   | 4    | 6      |
| 6   | Massimo Broccoli     | Honda                | 30     | +1:29.6   | 13   | 5      |
| 7   | Boet van Dulmen      | Bakker-Suzuki        | 29     | +1 ronde  | 10   | 4      |
| 8   | Christian Le Liard   | Chevallier-ELF-Honda | 29     | +1 ronde  | 16   | 3      |
| 9   | Chris Guy            | Honda                | 29     | +1 ronde  | 12   | 2      |
| 10  | Brett Hudson         | Suzuki               | 28     | +2 ronden | 15   | 1      |
| 11  | Reinhold Roth        | Honda                | 26     | +4 ronden | 9    |        |
| 12  | Dimitrios Papandreou | Yamaha               | 24     | +6 ronden | 19   |        |
| 13  | Klaus Klein          | Suzuki               | 23     | +7 ronden | 18   |        |

### Niet gefinisht
| Coureur           | Merk              | Ronden | Oorzaak    | Grid |
| ----------------- | ----------------- | ------ | ---------- | ---- |
| Marco Lucchinelli | Cagiva            | 13     | Opgave     | 17   |
| Ron Haslam        | HRC-Honda         | 11     | Val        | 6    |
| Franco Uncini     | HB-Gallina-Suzuki | 9      | Ontsteking | 3    |
| Virginio Ferrari  | Marlboro-Yamaha   | 6      | Opgave     | 5    |
| Gustav Reiner     | Honda             | 2      |            | 14   |

### Niet gestart
| Coureur             | Merk         | Oorzaak  | Grid |
| ------------------- | ------------ | -------- | ---- |
| Freddie Spencer     | HRC-Honda    | Blessure | 1    |
| Takazumi Katayama   | HRC-Honda    | Blessure | DNQ  |
| Randy Mamola        | HRC-Honda    |          | DNQ  |
| Wayne Gardner       | Honda        |          | DNQ  |
| Rob McElnea         | Heron-Suzuki |          | DNQ  |
| Tadahiko Taira      | Yamaha       |          | DNQ  |
| Keith Huewen        | Honda        |          | DNQ  |
| Leandro Becheroni   | Suzuki       |          | DNQ  |
| Wolfgang von Muralt | Suzuki       |          | DNQ  |
| Fabio Biliotti      | Honda        |          | DNQ  |
| Roger Marschall     | Honda        |          | DNQ  |
| Eero Hyvärinen      | Suzuki       |          | DNQ  |
| Armando Errico      | Suzuki       |          | DNQ  |
| Hervé Moineau       | Cagiva       |          | DNQ  |

## 250cc-klasse
Snelste trainer Mario Rademeyer had niets aan zijn poleposition toen zijn Yamaha bij de start niet op toeren wilde komen. De Marlboro-rijders hadden een zeer verschillende start: Alan Carter was als snelste weg terwijl Wayne Rainey als laatste weg was omdat zijn machine niet wilde starten. Ook Hervé Guilleux kwam met zijn geleende Chevallier-Yamaha slecht weg. Carter behield de leiding zes ronden lang, maar had al problemen omdat zijn motorfiets soms wegschoof op de natte baan. De regen was echter gestopt en er ontstond een smal droog spoor. Daardoor begonnen de regenbanden sneller te slijten, waardoor Alan Carter ver terugviel. Na zes ronden nam Patrick Fernandez de leiding over, maar in de negende ronde was Guilleux van de 33 plaats naar de koppositie opgerukt. Hij viel echter, waardoor Sito Pons moest afremmen om hem te ontwijken en Patrick Fernandez aan de leiding kwam. Zo ging het halverwege de race tussen Patrick Fernandez, Sito Pons en Christian Sarron. Daaruit bleek dat de Michelin-banden beter bestand waren tegen de omstandigheden dan de banden van Dunlop. Tegen het einde nam Fernandez een flinke voorsprong op Sarron, die Pons wist af te schudden en in de laatste ronde inliep op Fernandez, maar niet voldoende om nog te winnen. 
| De Zuid-Afrikaan Mario Rademeyer reed niet alleen de snelste tijd, hij brak ook het ronderecord. Wayne Rainey kwam ten val toen hij moest remmen voor Carlos Lavado, die een gele vlag voorgehouden kreeg. Rainey moest vier hechtingen in een pink laten zetten. Iván Palazzese kon dit incident net ontwijken, maar Lavado kwam ook ten val, zonder gevolgen. Tony Head kon niet starten omdat hij bij een val in de training een diepe armwond opliep. \| 1. \| Mario Rademeyer \| Yamaha \| 1:31.13 \| \| 2. \| Carlos Lavado \| Venemotos-Yamaha \| 1:31.89 \| \| 3. \| Iván Palazzese \| Venemotos-Yamaha \| 1:32.31 \| \| 4. \| Alan Carter \| Roberts-Marlboro-Yamaha \| 1:32.33 \| \| 5. \| Wayne Rainey \| Roberts-Marlboro-Yamaha \| 1:32.55 \| \| 6. \| Christian Sarron \| Sonauto-Yamaha \| 1:32.55 \| \| 7. \| Thierry Rapicault \| Sonauto-Yamaha \| 1:32.75 \| \| 8. \| Jean-François Baldé \| Pernod \| 1:32.98 \| \| 9. \| Martin Wimmer \| Yamaha \| 1:33.06 \| \| 10. \| Jean-Louis Guignabodet \| Yamaha \| 1:33.12 \| |                        |                         |         |
| 1. | Mario Rademeyer        | Yamaha                  | 1:31.13 |
| 2. | Carlos Lavado          | Venemotos-Yamaha        | 1:31.89 |
| 3. | Iván Palazzese         | Venemotos-Yamaha        | 1:32.31 |
| 4. | Alan Carter            | Roberts-Marlboro-Yamaha | 1:32.33 |
| 5. | Wayne Rainey           | Roberts-Marlboro-Yamaha | 1:32.55 |
| 6. | Christian Sarron       | Sonauto-Yamaha          | 1:32.55 |
| 7. | Thierry Rapicault      | Sonauto-Yamaha          | 1:32.75 |
| 8. | Jean-François Baldé    | Pernod                  | 1:32.98 |
| 9. | Martin Wimmer          | Yamaha                  | 1:33.06 |
| 10. | Jean-Louis Guignabodet | Yamaha                  | 1:33.12 |

### Uitslag 250cc-klasse
| Pos | Coureur                | Merk                    | Tijd      | Grid | Punten |
| --- | ---------------------- | ----------------------- | --------- | ---- | ------ |
| 1   | Patrick Fernandez      | Yamaha                  | 47:10.1   | 15   | 15     |
| 2   | Christian Sarron       | Sonauto-Yamaha          | +1.1      | 6    | 12     |
| 3   | Sito Pons              | JJ Cobas-Rotax          | +3.4      | 19   | 10     |
| 4   | Manfred Herweh         | Bakker-Real-Rotax       | +19.4     | 12   | 8      |
| 5   | Toni Mang              | HB-Yamaha               | +27.0     | 25   | 6      |
| 6   | Karl-Thomas Grässel    | Fath-Yamaha             | +38.9     | 37   | 5      |
| 7   | Jean-François Baldé    | Pernod                  | +44.5     | 8    | 4      |
| 8   | Iván Palazzese         | Venemotos-Yamaha        | +46.6     | 3    | 3      |
| 9   | Carlos Lavado          | Venemotos-Yamaha        | +48.7     | 2    | 2      |
| 10  | Alan Carter            | Roberts-Marlboro-Yamaha | +55.6     | 4    | 1      |
| 11  | Mario Rademeyer        | Yamaha                  | +55.7     | 1    |        |
| 12  | Martin Wimmer          | Yamaha                  | +1:20.4   | 9    |        |
| 13  | Jean-Michel Mattioli   | Chevallier-Yamaha       | +1:32.6   | 11   |        |
| 14  | Stéphane Mertens       | Yamaha                  | +1 ronde  | 16   |        |
| 15  | Thierry Espié          | Chevallier-Beko         | +1 ronde  | 18   |        |
| 16  | Jacques Cornu          | Yamaha                  | +1 ronde  | 22   |        |
| 17  | Jean-Louis Guignabodet | Yamaha                  | +1 ronde  | 10   |        |
| 18  | Jacques Bolle          | Pernod                  | +1 ronde  | 20   |        |
| 19  | Jimmy Rodger           | Yamaha                  | +1 ronde  | 21   |        |
| 20  | David Emond            | Yamaha                  | +1 ronde  | 14   |        |
| 21  | Klaus-Peter Baller     | Yamaha                  | +1 ronde  | 31   |        |
| 22  | Danny Bristol          | Yamaha                  | +1 ronde  | 22   |        |
| 23  | Chas Mortimer          | Armstrong               | +2 ronden | 34   |        |
| 24  | Barry Kerr             | Yamaha                  | +4 ronden | 36   |        |

### Niet gefinisht
| Coureur            | Merk                    | Oorzaak           | Grid              |
| ------------------ | ----------------------- | ----------------- | ----------------- |
| Kevin Hellyer      | Yamaha                  | Val               | 17                |
| Wayne Rainey       | Roberts-Marlboro-Yamaha | Versnellingsbak 5 | Versnellingsbak 5 |
| Harald Eckl        | Rotax                   | Val               | 13                |
| Loris Reggiani     | Kawasaki                |                   | 27                |
| Thierry Rapicault  | Sonauto-Yamaha          | Val               | 7                 |
| Leonard Alan Dibon | Yamaha                  |                   | 26                |
| Richard Hubin      | Yamaha                  | Opgave            | 29                |
| Russell Wood       | Yamaha                  |                   | 30                |
| Hervé Guilleux     | Chevallier-Yamaha       | Val               | 24                |
| Ronan Schulz       | Yamaha                  |                   | 32                |
| Dave Estment       | Honda                   |                   | 33                |
| Roland Freymond    | Yamaha                  | Val               | 35                |

### Niet gestart
| Coureur          | Merk            | Oorzaak      | Grid         |
| ---------------- | --------------- | ------------ | ------------ |
| Warren Bristol   | Yamaha          | Blessure 28  | Blessure 28  |
| Guy Bertin       | MBA             |              | DNQ          |
| Fausto Ricci     | Yamaha          |              | DNQ          |
| Andy Watts       | EMC-Rotax       |              | DNQ          |
| Donnie McLeod    | Yamaha          |              | DNQ          |
| Teruo Fukuda     | Yamaha          |              | DNQ          |
| Siegfried Minich | Yamaha          |              | DNQ          |
| Maurizio Vitali  | MBA             |              | DNQ          |
| Carlos Cardús    | JJ Cobas-Rotax  |              | DNQ          |
| Tony Head        | Armstrong-Rotax | Blessure DNQ | Blessure DNQ |

## Trivia

### Bandenproblemen
Toen de 500cc-race in de stromende regen van start moest gaan hadden enkele coureurs een groot probleem. Boet van Dulmen had al tijdens de trainingen ontdekt dat de regenbanden van Michelin niet voldeden en moest noodgedwongen op intermediates starten, maar Klaus Klein en Gustav Reiner hadden helemaal geen keuze en moesten op slicks van start gaan. 

### Regenrijders?
Er waren coureurs die als echte regenrijders te boek stonden, maar daar waren de Amerikanen niet bij. Zij reden in eigen land nooit in de regen, maar presteerden nu boven verwachting. Wayne Rainey had ook nog de pech dat hij nog nooit een duwstart had gemaakt, maar vocht zich in de 250cc-race van de laatste naar de zevende plaats tot hij uitviel. Eddie Lawson reed pas voor de tweede keer in de regen, maar deed dat veel beheerster dan zijn Honda-concurrenten en won de 500cc-race. Boet van Dulmen kon goed overweg met een natte baan, maar miste een vrij zekere podiumplaats omdat hij op intermediates moest starten. 

### Te warm, te koud
Suzuki voorzag zeer hoge temperaturen in Kyalami en tijdens de trainingen werden de Gallina-machines van Sergio Pellandini en Franco Uncini én de 1983-Heron-machine van Barry Sheene voorzien van een extra radiateur in het zitje. Op zaterdag (de racedag) kwamen die machines in de regen nauwelijks aan de 60 °C en moest men de radiateurs weer afplakken om de normale bedrijfstemperatuur te halen.
1983 · 1984 · 1985 · 1992 · 1999 · 2000 · 2001 · 2002 · 2003 · 2004